# Votre enfant m'intéresse
Pour plus de détails, voir Fiche technique et Distribution.
Votre enfant m'intéresse est un film français réalisé par Jean-Michel Carré et sorti en 1981.

## Fiche technique
- Titre : Votre enfant m'intéresse
- Réalisation : Jean-Michel Carré
- Scénario : Patricia Agostini, Jean-Michel Carré et Nicolas Sandret
- Photographie : Jean-Michel Carré et Yann Le Masson
- Décors : Marc Lansival
- Costumes : Caroline de Hugo
- Son : Daniel Deshays et Jean Umansky
- Musique : Jacques Bérocal
- Montage : Danièle Lacoste
- Production :  Les Films Grain de sable
- Pays de production :  France
- Genre : Documentaire
- Durée : 100 minutes
- Date de sortie : France - 28 octobre 1981

## Distribution
- François Chodat : le vagabond
- Angelo Bardi : un médecin
- Jean-Pierre Rambal : un médecin
- Danièle Ajoret : la philanthrope
- Georges Beauvilliers : un industriel
- Jean-Pierre Bernard
- Paulette Frantz
- Gabriel Auer
- Guy Kerner
- Georges Ser
- Jean-Marie Fertey